# União Recreativo Social Olímpico
L'União Recreativo Social Olímpico, meglio noto come URSO, è una società calcistica brasiliana con sede nella città di Mundo Novo, nello stato del Mato Grosso do Sul.

## Storia
Il club è stato fondato nel 1997 come Clube Atlético Mundo Novo e nel 2000 divenne un club professionistico per partecipare al Campionato Sul-Mato-Grossense. Il club partecipò alla massima divisione statale fino al 2006, non riuscendo mai a qualificarsi per i quarti di finale. Nel 2010, il club retrocesse nella seconda divisione statale e assunse il nome attuale. Nel 2011, si è qualificato per la prima volta ai quarti di finale, dove è stato eliminato dal CENE. Le prossime due stagioni, il club venne eliminato ai quarti di finale e nel 2014 retrocesse nella seconda divisione statale. Nel 2016, l'URSO ha vinto per la prima volta il Campeonato Sul-Mato-Grossense Série B, dopo aver sconfitto in finale l'União ABC di Campo Grande in finale, e così è ritornato nella massima divisione statale.

## Palmarès

### Competizioni statali
- Campeonato Sul-Mato-Grossense Série B: 1

2016